# 蒙特雷 (密西西比州)
蒙特雷（英語：Monterey）是位於美國密西西比州蘭金縣的非建制地區。

## 歷史
蒙特雷的郵局於1847年設立，其後於1867年停運。當地於1900年時有人口36人。

## 地理
蒙特雷所處的海拔為高於海平面131米（即430英呎），而該地所採用的時區為UTC-6，即北美中部時區（CST）。同時該地設有夏令時間，為UTC-6調快一小時，即UTC-5（CDT）。